# Club Deportivo Málaga
El Club Deportivo Málaga fou un club de futbol espanyol de la ciutat de Màlaga.

## Història
L'origen del club se situa el 1904 amb la fundació del Málaga Football Club.
El 1923 es fundà el Club Deportivo Malagueño, que jugà a tercera divisió. El 12 d'abril de 1933 es fundà el Club Deportivo Malacitano, que debutà a segona el 1934. El 1941 adoptà el nom Club Deportivo Málaga, club que arribà a jugar a primera divisió.
L'any 1992 el club desaparegué, essent el seu lloc ocupat pel seu filial, que adoptà el nom de Màlaga CF.
Temporades del club:
- 20 temporades a Primera divisió.
- 31 temporades a Segona divisió.
- 9 temporades a Tercera divisió.

## Palmarès
- Segona divisió: 
  - 1951-52, 1966-67, 1987-88
- Tercera divisió: 
  - 1943-44, 1945-46, 1959-60
- Trofeu Ciudad de La Linea:
  - 1976[4]
- Trofeu Costa del Sol:
  - 1963, 1971, 1974[5]

## Futbolistes destacats
- Sebastián Viberti
- Cyril Makanaky
- Albeiro Usuriaga
- Miguel Guerrero
- Luka Bonačić
- Kim Christofte
- John Lauridsen
- Abdallah Ben Barek
- Antonio Cabral
- Sebastián Fleitas
- Pedro Bazán
- Juan Antonio Deusto
- Jesús Garay
- Pedro Luis Jaro
- Juanito
- Antonio Mata
- Paquito
- Miguel Ramos Vargas
- Esteban Vigo
- Gustavo Matosas
- Pertti Jantunen

## Entrenadors destacats
- Helenio Herrera
- Otto Bumbel
- Jenő Kálmár
- Ladislao Kubala
- Domènec Balmanya
- Antonio Benítez
- Marcel Domingo
- Ricardo Zamora
- José María Zárraga
- Milorad Pavić